# Fabrice Divert
Fabrice Divert, né le 9 février 1967 à Caen (Calvados), est un footballeur international français.
Arrivé au Stade Malherbe Caen en 1977, à l'âge de 10 ans, il est le premier joueur du club à être sélectionné en équipe de France, en 1990. Il en est également le meilleur buteur en première division (40 buts). Transféré au Montpellier HSC en 1991, il reste efficace et se trouve même sélectionné avec la France pour le Championnat d'Europe de 1992. Gêné peu après par une blessure récurrente à la voûte plantaire du pied gauche, il arrête sa carrière prématurément, à 28 ans.

## Carrière
Mesurant 1,84 m pour 80 kg, ce buteur réputé, formé au Stade Malherbe Caen, en a été la première vedette de niveau international. Il fait ses débuts à l'ESI May sur Orne, puis prend une licence au Stade Malherbe dès ses 10 ans. Fabrice Divert fait ses premières apparitions en équipe première à seize ans, lors de la saison 1983-1984, en Division 3, ponctuée par une montée. Après plusieurs saisons d'apprentissage en Division 2, il suit la première montée du club normand en première division, dont il dispute son premier match le 13 août 1988 sur le terrain du Paris SG. Encore stagiaire professionnel lors de sa première saison dans l'élite, il profite de la méforme de William N'Jo Léa et de la blessure de l'Anglais Brian Stein pour prendre sa chance et exploser véritablement en équipe première. 
Fabrice Divert devient rapidement l'idole du stade de Venoix. Le 20 mai 1989, alors que Caen est 19e et promis à la relégation, il inscrit un triplé retentissant sur la pelouse des Girondins de Bordeaux, qui menaient 2-0 à la mi-temps. Le club normand l'emporte 3-2 et sauve sa place dans l'élite in extremis. À l'issue de trois saisons pleines à la pointe du SM Caen, ponctuée de 40 buts en championnat, Fabrice a fait ses débuts en équipe de France A, en 1990, une première pour le club normand et unique fois pour un joueur formé au club depuis l'âge de 10 ans. 
Mais le SM Caen est aux abois financièrement : pressenti aux Girondins de Bordeaux à la fin de la saison 1989-1990 (départ qui ne se fera pas par suite de la rétrogradation administrative du club bordelais), Fabrice part finalement au Montpellier HSC à la fin de la saison 1990-1991. Recruté pour remplacer Daniel Xuereb, Fabrice réalise une première saison sur la lancée de ses précédentes : auteur de 14 buts en Division 1, il est sélectionné pour le Championnat d'Europe des Nations en 1992 en Suède (mais ne joue aucun match durant la compétition). Il inscrit son premier but en équipe de France face à la Suisse le 27 mai 1992, en reprenant de la tête un centre de Jocelyn Angloma (défaite 2-1). 
Il marque 24 buts de plus lors de ses trois saisons suivantes à Montpellier. Il est prêté à l'En avant Guingamp, dont il marque le premier but en Division 1, avant de se blesser en septembre au pied, après seulement quatre matchs et 2 buts en Division 1. Il participe à un nouveau match en décembre 1995, qui sera sa dernière apparition professionnelle, à 28 ans. Sa carrière se termine prématurément, à cause d'une blessure récurrente au pied gauche. Ainsi, en contrat à Montpellier jusqu'en juin 1998, il est finalement contraint de stopper le football professionnel.
En 1997, il reprend une activité bénévole, comme dirigeant, au sein de l'école de football du club bas-normand de l'AS Verson. Il évoluera avec le club en DSR et en DH en 2006-2007, comme joueur (pour « donner un coup de main ») puis comme président de 2006 à 2011.

## Statistiques
Au cours de sa carrière, Fabrice Divert dispute 247 matches en première division (pour 80 buts),. Avec 40 buts, il est le meilleur buteur de l'histoire du SM Caen à ce niveau.
| Saison                | Club                  | Championnat           | Championnat | Championnat | Coupe nationale | Coupe nationale | Coupe de la Ligue | Coupe de la Ligue | Total | Total |
| Saison                | Club                  | Division              | M.          | B.          | M.              | B.              | M.                | B.                | M.    | B.    |
| 1983-1984             | SM Caen               | Division 3            | 15          | 2           | 2               | 0               | -                 | -                 | 17    | 2     |
| 1984-1985             | SM Caen               | Division 2            | 6           | 0           | 0               | 0               | -                 | -                 | 6     | 0     |
| 1985-1986             | SM Caen               | Division 2            | 12          | 0           | 1               | 0               | -                 | -                 | 13    | 0     |
| 1986-1987             | SM Caen               | Division 2            | 13+1        | 2           | 2               | 1               | -                 | -                 | 16    | 3     |
| 1987-1988             | SM Caen               | Division 2            | 8           | 0           | 0               | 0               | -                 | -                 | 8     | 0     |
| 1988-1989             | SM Caen               | Division 1            | 31          | 14          | 5               | 1               | -                 | -                 | 36    | 15    |
| 1989-1990             | SM Caen               | Division 1            | 38          | 15          | 1               | 0               | -                 | -                 | 39    | 15    |
| 1990-1991             | SM Caen               | Division 1            | 38          | 11          | -               | -               | -                 | -                 | 38    | 11    |
| 1991-1992             | Montpellier HSC       | Division 1            | 38          | 14          | 3               | 2               | -                 | -                 | 41    | 16    |
| 1992-1993             | Montpellier HSC       | Division 1            | 35          | 7           | 4               | 2               | -                 | -                 | 39    | 9     |
| 1993-1994             | Montpellier HSC       | Division 1            | 35          | 7           | 5               | 0               | -                 | -                 | 40    | 7     |
| 1994-1995             | Montpellier HSC       | Division 1            | 27          | 10          | 3               | 0               | 3                 | 1                 | 33    | 11    |
| 1995-1996             | EA Guingamp (prêt)    | Division 1            | 5           | 2           | 0               | 0               | -                 | -                 | 5     | 2     |
| Total sur la carrière | Total sur la carrière | Total sur la carrière | 308         | 84          | 26              | 6               | 3                 | 1                 | 337   | 91    |

## Palmarès

### En club
- Finaliste de la Coupe de France en 1994 avec Montpellier HSC
- Vainqueur de la Coupe de la Ligue en 1992 avec Montpellier HSC
- Finaliste de la Coupe de la Ligue en 1994 avec Montpellier HSC

### En équipe de France
- 3 sélections et 1 but entre 1990 et 1992.
- Participation au Championnat d'Europe des Nations 1992 (premier tour).

| Buts internationaux de Fabrice Divert | Buts internationaux de Fabrice Divert | Buts internationaux de Fabrice Divert            | Buts internationaux de Fabrice Divert | Buts internationaux de Fabrice Divert | Buts internationaux de Fabrice Divert | Buts internationaux de Fabrice Divert | Buts internationaux de Fabrice Divert | Buts internationaux de Fabrice Divert | Buts internationaux de Fabrice Divert |
| #                                     | Date                                  | Lieu                                             | Adversaire                            | Résultat                              | Compétition                           | Détails                               | Détails                               | Détails                               | Sél.                                  |
| ------------------------------------- | ------------------------------------- | ------------------------------------------------ | ------------------------------------- | ------------------------------------- | ------------------------------------- | ------------------------------------- | ------------------------------------- | ------------------------------------- | ------------------------------------- |
| 1er                                   | 27 mai 1992                           | Stade olympique de la Pontaise, Lausanne, Suisse | Suisse                                | V 1 - 2                               | Match amical                          | 20e                                   | de la tête                            | 1-0                                   | 2e                                    |

| Matches internationaux de Fabrice Divert | Matches internationaux de Fabrice Divert | Matches internationaux de Fabrice Divert         | Matches internationaux de Fabrice Divert | Matches internationaux de Fabrice Divert | Matches internationaux de Fabrice Divert | Matches internationaux de Fabrice Divert                      |
| #                                        | Date                                     | Lieu                                             | Adversaire                               | Résultat                                 | Compétition                              | Notes                                                         |
| ---------------------------------------- | ---------------------------------------- | ------------------------------------------------ | ---------------------------------------- | ---------------------------------------- | ---------------------------------------- | ------------------------------------------------------------- |
| 1                                        | 28 mars 1990                             | Népstadion, Budapest, Hongrie                    | Hongrie                                  | V 3 - 1                                  | Match amical                             | Entre en jeu à la place de Philippe Tibeuf à la 63e minute.   |
| 2                                        | 27 mai 1992                              | Stade olympique de la Pontaise, Lausanne, Suisse | Suisse                                   | D 1 - 2                                  | Match amical                             | Titulaire et buteur.                                          |
| 3                                        | 5 juin 1992                              | Stade Félix Bollaert, Lens, France               | Pays-Bas                                 | N 1 - 1                                  | Match amical                             | Entre en jeu à la place de Jean-Pierre Papin à la 61e minute. |

### Records
- Fait partie de l'équipe de France qui dispute 19 matchs sans défaite (entre mars 1989 et le 19 février 1992)